# Woronin-Bucht
Die Woronin-Bucht (russisch Бухта Воронина Buchta Woronina) ist eine Bucht vor der Prinzessin-Astrid-Küste des ostantarktischen Königin-Maud-Lands. Sie liegt unmittelbar östlich des Uragannyy Point am Westrand des Lasarew-Schelfeises.
Russische Wissenschaftler benannten sie. Der Namensgeber ist nicht überliefert.